# 布列斯特国立普希金大学
布列斯特国立普希金大学（直译：布列斯特国立大学以A.S.普希金命名）是白俄罗斯布列斯特州的一所高等教育机构。

## 历史
1945年6月6日，白俄罗斯苏维埃社会主义共和国人民委员会的法令批准了在布列斯特建立师范学院的决定。它于1945年8月开始活动。 1949年，为了纪念诗人普希金诞辰150周年，学院改为以他的名字命名，1950年，根据苏联部长会议的一项法令，布列斯特国立教育学院成立，并于1995年改组进入布列斯特国立普希金大学（1999年获奖）。

## 专业
要想进入大学，必须顺利通过集中测试。学校设有本科、研究生和博士。出版《布列斯特大学》报纸、科学和理论杂志《布列斯特大学公报》。
学校共有9个专业培养方向：教育学、自然科学、人文科学、社会保障科学、通信科学、法学、经济学、管理学、生产经济与组织学、生态科学、技术和工程学科、体育、旅游、酒店管理。
全校52个院系约有560名教师，其中博士、教授20人，理学博士、副教授240人。

## 学院
大学中共有10个学院：
- 自然科学学院 （页面存档备份，存于）；
- 地理学院 （页面存档备份，存于）；
- 历史学院 （页面存档备份，存于）；
- 物理与数学学院 （页面存档备份，存于）；
- 心理和教育学院 （页面存档备份，存于）；
- 社会教育学院 （页面存档备份，存于）；
- 外国语学院 （页面存档备份，存于）；
- 体育学院 （页面存档备份，存于）；
- 语言学院 （页面存档备份，存于）；
- 法学院 （页面存档备份，存于）。

### 外国语学院
该学院成立于1994年10月1日，当时，在校长教授的倡议下开设了一门外语专业。“俄语语言文学”专业首批招生25人，增设“英语”专业。
学生接受4个专业的培训：
- “英语、德语”;
- “德语、英语”;
- “现代外语（英语、德语）（教学）”专业方向为“计算机语言学”；
- “现代外语（德语、英语）（教学）”专业方向为“计算机语言学”。

## 校长
- 切尔诺夫斯基、梅奇斯拉夫·爱德华多维奇（俄语：Чесновский, Мечислав Эдвардович）（2002年11月 - 2014年5月）[2]；
- 安娜·尼古拉耶芙娜（俄语：Сендер, Анна Николаевна） （自 2014 年 5 月 3 日起）。

## 知名毕业生
- Belskaya, Olga Ivanovna（俄语：Бельская, Ольга Ивановна）（生于1979 年）是一位白俄罗斯艺术家。
- Bogdasarov, Maxim Albertovich（俄语：Богдасаров, Максим Альбертович）（生于1973 年）- 白俄罗斯地质学家。
- Kupreev, Nikolai Semyonovich（俄语：Купреев, Николай Семёнович）（1937-2004） - 白俄罗斯苏联诗人和散文作家。
- Nesterenko, Yulia Viktorovna（俄语：Нестеренко, Юлия Викторовна）（生于1979 年）- 白俄罗斯田径运动员。
- Ryazanov, Alexander Stepanovich（俄语：Рязанов, Александр Степанович）（1947-2021）- 白俄罗斯诗人和翻译家。
- Strokach, Pyotr Pavlovich（俄语：Строкач, Пётр Павлович） (1937-2017) - 白俄罗斯科学家。
- Schmidt, William Vladimirovich（俄语：Шмидт, Вильям Владимирович）（生于1969 年）- 俄罗斯宗教学者和宗教历史学家。
- 阿尔乔姆·萨耶维茨（生于2001年）- 白俄罗斯国家球动画师。